# 阿尔弗雷多·克劳斯

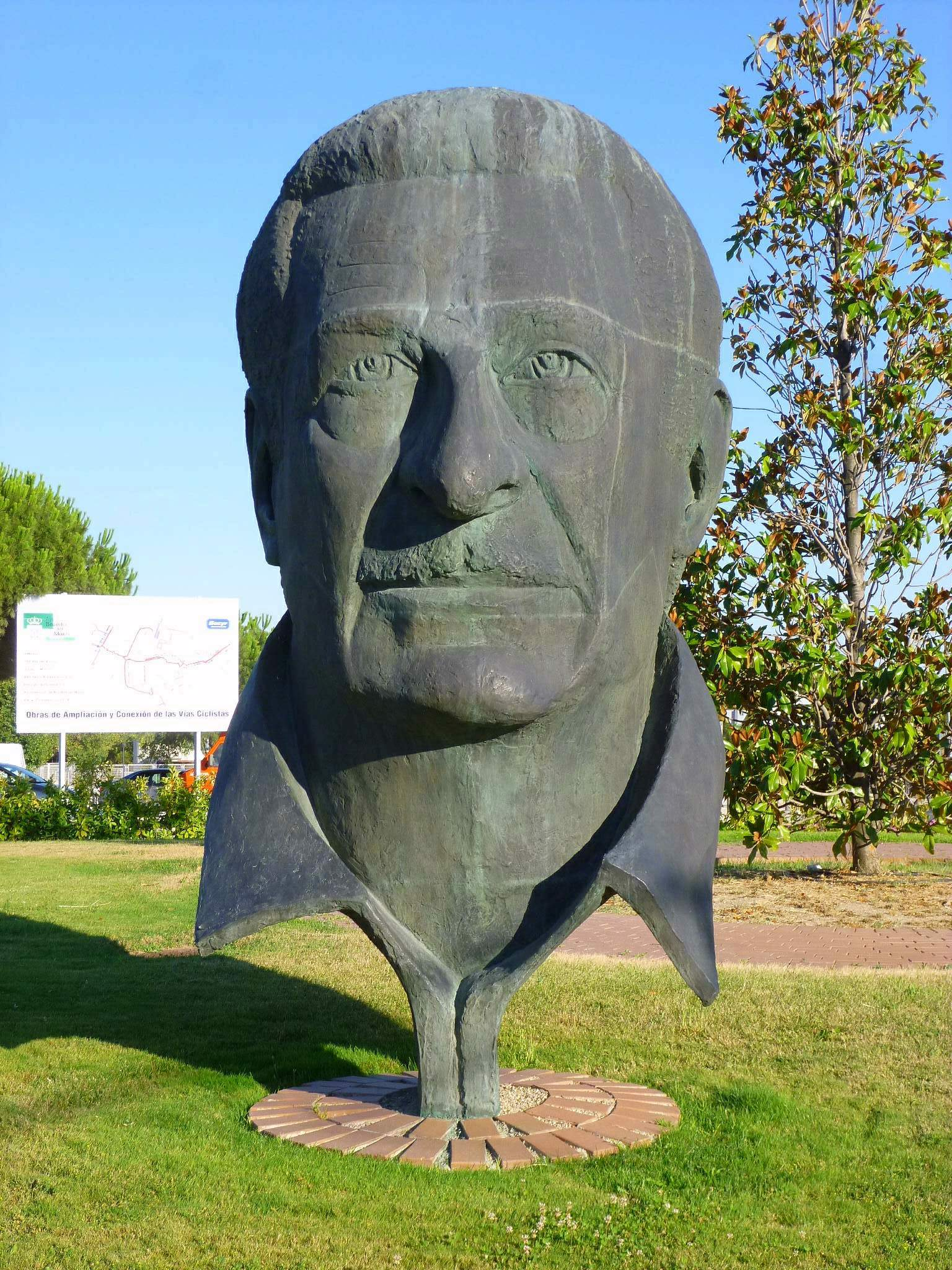
阿尔弗雷多·克劳斯雕像

阿尔弗雷多·克劳斯·特鲁希略（西班牙語：Alfredo Kraus Trujillo，1927年9月24日—1999年9月10日），西班牙籍奧地利裔男高音歌唱家。克劳斯是20世紀一大傳奇的男高音歌唱家，並以作為马斯内維特的最佳詮釋者而著名於世。

## 早年生平
克勞斯生於西班牙加那利群島的拉斯帕爾馬斯，他的音樂事業於4歲上鋼琴課期間開始，至8歲加入學校的合唱團。其兄長弗朗西斯科（Francisco Kraus Trujillo）為一名男中音，曾與阿尔弗雷多一起學習音樂及歌劇。